# Pachychernes tamaulipensis
Espèce
Pachychernes tamaulipensis est une espèce de pseudoscorpions de la famille des Chernetidae.

## Distribution
Cette espèce est endémique du Tamaulipas au Mexique. Elle se rencontre vers Soto La Marina.

## Habitat
Cette espèce se rencontre dans le terrier de Neotoma micropus.

## Description
La femelle holotype mesure 3,403 mm et le mâle paratype mesure 3,02 mm, les femelles mesurent de 3,4 à 4,26 mm.

## Étymologie
Son nom d'espèce, composé de tamaulip[] et du suffixe latin -ensis, « qui vit dans, qui habite », lui a été donné en référence au lieu de sa découverte, du Tamaulipas.

## Publication originale
- Villegas-Guzman & Pérez, 2007 : A new species of Pachychernes (Pseudoscorpiones, Chernetidae) from Mexico associated with nests of Neotoma micropus (Rodentia, Muridae). Journal of Arachnology, vol. 34, no 3, p. 578-585 (texte intégral).